# Liste d'attaques terroristes d'extrême droite

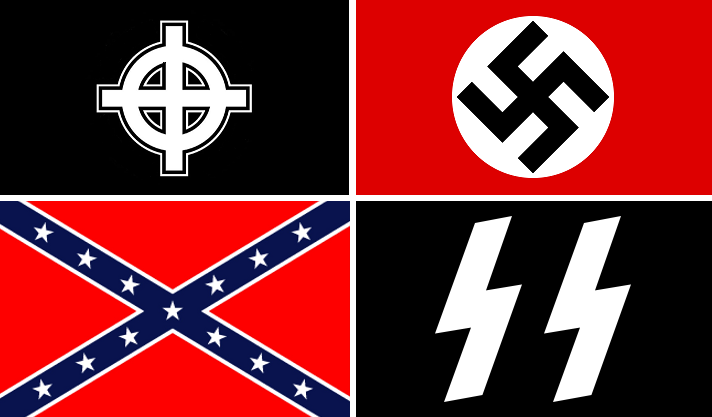
Symboles fréquemment utilisés par les terroristes d'extrême droite (croix celtique, croix gammée nazie, drapeau confédéré, Schutzstaffel).

Cet article dresse une liste des attaques terroristes d’extrême droite.
Depuis le début du XXe siècle, diverses organisations et de nombreux individus souscrivant à des idéologies fascistes, néonazies, nationalistes, suprémacistes blanches, intégristes, fondamentalistes, antisémites, racistes, islamophobes, colonialistes, anti-gauche ou anti-LGBT ont perpétré des attaques terroristes dans des visées politiques. Ces protagonistes ont usé de différents modes d'action, y compris des attentats à la bombe, tueries de masse, sabotages, assassinats.
Cet article dresse la liste de ces attaques qui ont été menées à terme et ne doit pas être confondu avec la liste d'attaques terroristes d'extrême droite déjouées. Les attentats précédant 1970 sont tous rassemblés dans la même sous-partie, puis, après 1970, se déclinent par décennies, pour aider à la lecture et à la compréhension.
La liste n'est pas exhaustive et se fonde sur l'ensemble des attentats et attaques recensées par les Wikipédistes ; les idéologies renseignées sont réduites au minimum pour aider à la lecture, cependant, de nombreux attentats ou organisations qui les commettent peuvent montrer une certaine plasticité et souscrire à de nombreuses différentes idéologies d'extrême-droite à la fois.

## 1910-1970
| Événement                                   | Date              | Pays            | Nb de morts | Nb de blessés | Responsable         | Idéologie                 | Références |
| ------------------------------------------- | ----------------- | --------------- | ----------- | ------------- | ------------------- | ------------------------- | ---------- |
| Assassinat de Jean Jaurès                   | 31 juillet 1914   | France          | 1           | 0             | Raoul Villain       | Nationalisme Revanchisme  | ,          |
| Assassinat de Hara Takashi                  | 4 novembre 1921   | Japon           | 1           | 0             | Nakaoka Kon'ichi    | Nationalisme              |            |
| Assassinat de Paul Doumer                   | 6 mai 1932        | France          | 1           | 0             | Paul Gorgulov       | Fascisme Russes blancs    |            |
| Incident du 15 mai                          | 15 mai 1932       | Japon           | 1           | 0             | Ligue du sang       | Nationalisme              |            |
| Assassinat d'Alexandre Ier de Yougoslavie   | 9 octobre 1934    | France          | 6           | 13            | Vlado Tchernozemski | Nationalisme              |            |
| Attentats de la place de l'Étoile           | 11 septembre 1937 | France          | 2           | 0             | La Cagoule          | Nationalisme Anti-gauche  | ,          |
| Assassinat de Marx Dormoy                   | 26 juillet 1941   | Régime de Vichy | 1           | 0             | La Cagoule          | Antisémitisme Anti-gauche | ,          |
| Bombingham (en)                             | 1947-1965         | États-Unis      | 0           | 0             | Ku Klux Klan        | Suprémacisme blanc        |            |
| Meurtre de Harry et Harriette Moore         | 25 décembre 1951  | États-Unis      | 2           | 0             | Ku Klux Klan        | Racisme                   | [ 8 ]      |
| Meurtre de Willie Edwards Jr                | 22 janvier 1957   | États-Unis      | 1           | 0             | Ku Klux Klan        | Racisme                   |            |
| Assassinat d'Inejirō Asanuma                | 12 octobre 1960   | Japon           | 1           | 0             | Otoya Yamaguchi     | Nationalisme              |            |
| Attentat du train Strasbourg-Paris          | 18 juin 1961      | France          | 28          | 170           | OAS                 | Colonialisme              | ,          |
| Attentat de Pont-sur-Seine                  | 8 septembre 1961  | France          | 0           | 0             | OAS                 | Colonialisme              | [ 11 ]     |
| Attentat du Petit-Clamart                   | 22 août 1962      | France          | 0           | 0             | OAS                 | Colonialisme              | [ 11 ]     |
| Meurtre de Medgar Evers                     | 12 juin 1963      | États-Unis      | 1           | 0             | Ku Klux Klan        | Suprémacisme blanc        |            |
| Attentat de l'église baptiste de la 16e rue | 15 septembre 1963 | États-Unis      | 4           | 22            | Ku Klux Klan        | Racisme                   | [ 12 ]     |
| Meurtres de la Freedom Summer               | Juin 1964         | États-Unis      | 3           | 0             | Ku Klux Klan        | Suprémacisme blanc        |            |
| Meurtre de Lemuel Penn                      | 11 juillet 1964   | États-Unis      | 1           | 0             | Ku Klux Klan        | Racisme                   |            |
| Meurtre de Viola Luzzo                      | 25 mars 1965      | États-Unis      | 1           | 0             | Ku Klux Klan        | Suprémacisme blanc        |            |
| Meurtre de Vernon Dahmer                    | 10 janvier 1966   | États-Unis      | 1           | 0             | Ku Klux Klan        | Suprémacisme blanc        |            |
| Attentat de la rue Gît-le-Cœur              | 28 octobre 1968   | France          | 0           | 0             | Occident            | Anti-gauche               | ,          |
| Attentat de la piazza Fontana               | 12 décembre 1969  | Italie          | 16          | 88            | Ordine Nuovo        | Néofascisme               | ,          |

## 1970–1979
| Événement                                         | Date                       | Pays      | Nb de morts  | Nb de blessés | Responsable                                     | Idéologie     | Références |
| ------------------------------------------------- | -------------------------- | --------- | ------------ | ------------- | ----------------------------------------------- | ------------- | ---------- |
| Massacre d'Ezeiza                                 | 20 juin 1973               | Argentine | 13 (minimum) | 365 (minimum) | AAA                                             | Anti-gauche   | ,          |
| Agressions racistes de 1973 en France             | 1973                       | France    | 50           | Inconnu       | Divers                                          | Racisme       | ,          |
| Attentat contre le consulat d'Algérie             | 14 décembre 1973           | France    | 4            | 28            | Groupe Charles-Martel                           | Racisme       | ,          |
| Attentat à la bombe de Brescia                    | 28 mai 1974                | Italie    | 8            | 102           | Deux néofascistes                               | Anti-gauche   | [ 23 ]     |
| Attentat de l'Italicus Express                    | 4 août 1974                | Italie    | 12           | 44            | Ordine Nero                                     | Néofascisme   | ,          |
| Attentats de Toulouse et Lyon ciblant Air Algérie | 2 mars 1975                | France    | ?            | ?             | Groupe Charles-Martel                           | Racisme       | [ 27 ]     |
| Massacre d'Atocha de 1977                         | 24 janvier 1977            | Espagne   | 5            | 4             | Néofascistes                                    | Franquisme    | ,          |
| Série d'attentats des CD                          | 1977-1978                  | France    | ≈25          | ≈100          | Commandos Delta (2e mouvement)                  | Racisme       | ,          |
| Assassinat d'Henri Curiel                         | 4 mai 1978                 | France    | 1            | 0             | Commandos Delta (2e mouvement)                  | Néofascisme   | ,          |
| Attentat du Club Méditerranée                     | 11 juin 1978               | France    | ?            | ?             | FLNF                                            | Antisémitisme | [ 41 ]     |
| Attentats contre Le Monde et Le Matin             | 31 mars 1979 29 avril 1979 | France    | ?            | ?             | Ligue des combattants contre l'occupation juive | Antisémitisme | [ 42 ]     |
| Assassinat de Pierre Goldman                      | 20 septembre 1979          | France    | 1            | 0             | Honneur de la Police                            | Anti-gauche   | [ 43 ]     |

## 1980–1989
| Événement                                                                                      | Date                 | Pays           | Nb de morts | Nb de blessés | Responsable                    | Idéologie                  | Références |
| ---------------------------------------------------------------------------------------------- | -------------------- | -------------- | ----------- | ------------- | ------------------------------ | -------------------------- | ---------- |
| Attentat contre le Foyer des étudiants protestants                                             | 19 avril 1980        | France         | 0           | 4             | Groupe Charles-Martel          | Catholicisme intégriste    | [ 44 ]     |
| Attentat contre l'Association des étudiants musulmans à Paris                                  | 7 mai 1980           | France         | ?           | ?             | Groupe Charles-Martel          | Catholicisme intégriste    | [ 45 ]     |
| Attentat au consulat d'Algérie d'Aubervilliers                                                 | 11 mai 1980          | France         | 0           | 0             | Groupe Charles-Martel          | Racisme                    | [ 46 ]     |
| Attentat de la gare de Bologne                                                                 | 2 août 1980          | Italie         | 85          | 200           | NAR                            | Néofascisme                | ,          |
| Attentat de l'Oktoberfest                                                                      | 26 septembre 1980    | Allemagne      | 13          | 211           | Gundolf Köhler                 | Néofascisme                | ,          |
| Lynchage de Michael Donald                                                                     | 21 mars 1981         | États-Unis     | 1           | 0             | Ku Klux Klan                   | Racisme                    |            |
| Tentative d'assassinat de Jean-Paul II                                                         | 13 mai 1981          | Vatican        | 0           | 3             | Mehmet Ali Ağca                | Nationalisme turc          |            |
| Attentat de Marseille                                                                          | 30 septembre 1983    | France         | 1           | 26            | Commandos Delta (2e mouvement) | Néofascisme                | [ 51 ]     |
| Attentats d'Alfortville                                                                        | 3 mai 1984           | France         | 0           | 13            | MIT                            | Négationnisme              | ,          |
| Assassinat d'Alan Berg                                                                         | 18 juin 1984         | États-Unis     | 1           | 0             | The Order                      | Antisémitisme              | ,          |
| Fusillade de Châteaubriant                                                                     | 11 novembre 1984     | France         | 2           | 5             | loup solitaire                 | Racisme                    | [ 59 ]     |
| Attentats de Toulouse et Marseille                                                             | Mai 1986             | France         | ?           | ?             | CFIM/SOS-France                | Racisme                    | ,          |
| Attentats de Fréjus (un disquaire) et Draguignan (l'office de tourisme et la librairie Lo Païs | 12 juin 1986         | France         | 1           | 0             | CFIM/SOS-France                | Racisme                    | ,          |
| Attentat de Petit-Quevilly                                                                     | 30 novembre 1987     | France         | 0           | ?             | loup solitaire                 | Racisme                    | [ 64 ]     |
| Attentats de Cannes et de Nice en 1988 (en)                                                    | mai et décembre 1988 | France         | 1           | 16            | PNFE                           | Islamophobie Antisémitisme |            |
| Attentat contre Le Globe                                                                       | 31 juillet 1988      | France         | 0           | 0             | PNFE                           | Néonazisme                 | [ 65 ]     |
| Attentat du cinéma Saint-Michel                                                                | 23 octobre 1988      | France         | 0           | 14            | Catholiques intégristes        | Catholicisme intégriste    | [ 66 ]     |
| Meurtre de Mulugeta Seraw (en)                                                                 | 13 novembre 1988     | États-Unis     | 1           | 0             | W.A.R                          | Néonazisme                 | ,          |
| Massacre de la place Strijdom (en)                                                             | 15 novembre 1988     | Afrique du Sud | 8           | 16            | loup solitaire                 | Suprémacisme blanc         |            |
| Tuerie de l'École polytechnique de Montréal                                                    | 6 décembre 1989      | Canada         | 15          | 13            | loup solitaire                 | Antiféminisme              |            |

## 1990–1999
| Événement                                                  | Date             | Pays        | Nb de morts  | Nb de blessés | Responsable      | Idéologie                 | Références |
| ---------------------------------------------------------- | ---------------- | ----------- | ------------ | ------------- | ---------------- | ------------------------- | ---------- |
| 1992 Incendie criminel de Mölln (en)                       | 23 novembre 1992 | Allemagne   | 3            | 9             | Néonazis         | Néonazisme                | [ 69 ]     |
| Incendie de Solingen                                       | 29 mai 1993      | Allemagne   | 5            | 14            | Néonazis         | Néonazisme                | [ 70 ]     |
| Massacre d'Hébron                                          | 25 février 1994  | Israël      | 29           | 125           | Baruch Goldstein | Nationalisme religieux    | ,          |
| Attentat d'Oklahoma City                                   | 19 avril 1995    | États-Unis  | 168          | +680          | Timothy McVeigh  | Néonazisme aux États-Unis | ,          |
| Meurtre d'Ibrahim Ali                                      | 21 février 1995  | France      | 1            | 0             | Robert Lagier    | Racisme                   | [ 79 ]     |
| Attentat du train de Miami                                 | 9 octobre 1995   | États-Unis  | 1            | 78            | Sons of Gestapo  | Néonazisme aux États-Unis | [ 80 ]     |
| Meurtres de Tilly                                          | 11 janvier 1996  | États-Unis  | 3 (1 enfant) | 0             | loup solitaire   | Néonazisme aux États-Unis | ,          |
| Attentat du parc du Centenaire                             | 27 juillet 1996  | États-Unis  | 1            | 111           | loup solitaire   | Fondamentalisme chrétien  | ,          |
| Attentat raciste à la voiture piégée de 1996               | 1er octobre 1996 | France      | 0            | 0             | loup solitaire   | Racisme                   | [ 87 ]     |
| Attentats fondamentalistes chrétiens de 1997               | 1997             | États-Unis  | 1            | 5             | loup solitaire   | Fondamentalisme chrétien  | [ 88 ]     |
| Meurtre de James Byrd                                      | 7 juin 1998      | États-Unis  | 1            | 0             | Ku Klux Klan     | Racisme                   | ,          |
| Attentats de Londres de 1999                               | Avril 1999       | Royaume-Uni | 3            | 152           | loup solitaire   | Racisme Anti-LGBT         | [ 91 ]     |
| Fusillade au centre communautaire juif de Los Angeles (en) | 10 août 1999     | États-Unis  | 1            | 5 (3 enfants) | loup solitaire   | Antisémitisme             | [ 80 ]     |
| Assassinat de Björn Söderberg (en)                         | 12 octobre 1999  | Suède       | 1            | 0             | Néonazis         | Néonazisme                | [ 92 ]     |

## 2000–2009
| Événement                                             | Date                     | Pays       | Nb de morts | Nb de blessés | Responsable    | Idéologie                 | Références |
| ----------------------------------------------------- | ------------------------ | ---------- | ----------- | ------------- | -------------- | ------------------------- | ---------- |
| Attentat de Dusseldörf                                | 27 juillet 2000          | Allemagne  | 0           | 10            | loup solitaire | Xénophobie                | ,          |
| Assassinats du NSU                                    | 2000-2007                | Allemagne  | 10          | 1             | NSU            | Néonazisme                | ,          |
| Attentat de la Baule                                  | 24 novembre 2000         | France     | 1           | ?             | Philippe Rivet | Anti-gauche               | ,          |
| Attentat de Cologne de 2001                           | 19 janvier 2001          | Allemagne  | 0           | 1             | NSU            | Xénophobie                | ,          |
| Meurtre de M. Madsini                                 | 22 mai 2001              | France     | 1           | 0             | Tiwaz 2882     | Racisme                   | [ 109 ]    |
| Fusillades du Texas                                   | 2001                     | États-Unis | 2           | 1             | loup solitaire | Racisme                   | [ 110 ]    |
| Attentats d'Alfortville                               | 13 avril 2002            | France     | 0           | 0             | MIT            | Négationnisme             | ,          |
| Attentat du marché Tcherkizovski                      | 21 août 2006             | Russie     | 14          | 50            | Le Salut (en)  | Xénophobie                |            |
| assassinats de Roms par des néo-nazis en Hongrie (en) | juillet 2008 à août 2009 | Hongrie    | 6           | 5             | Néonazis       | Néonazisme Antitziganisme | [ 111 ]    |

## 2010–2019
| Événement                                                      | Date               | Pays             | Nb de morts | Nb de blessés | Responsable                      | Idéologie                     | Références |
| -------------------------------------------------------------- | ------------------ | ---------------- | ----------- | ------------- | -------------------------------- | ----------------------------- | ---------- |
| Fusillade de Wichita                                           | 20 avril 2010      | États-Unis       | 1           | 4             | loup solitaire                   | Suprémacisme blanc            | ,          |
| Attentats d'Oslo et d'Utøya                                    | 22 juillet 2011    | Norvège          | 77          | 151           | loup solitaire                   | Anti-gauche                   | ,          |
| Fusillades de 2011 à Florence (en)                             | 13 décembre 2011   | Italie           | 3           | 3             | loup solitaire                   | Racisme                       | [ 118 ]    |
| Fusillade d'Oak Creek                                          | 5 août 2012        | États-Unis       | 8           | 3             | loup solitaire                   | Néonazisme aux États-Unis     | ,          |
| Attentat contre Jonathan Moadab                                | 14 septembre 2012  | France           | 0           | 0             | Ligue de défense juive           | Sionisme                      | [ 121 ]    |
| Attentat contre les mosquées de Birmingham                     | 29 avril 2013      | Royaume-Uni      | 1           | ?             | Pavlo Lapshyn                    | Islamophobie                  | ,          |
| Assassinat de Pávlos Fýssas                                    | 18 septembre 2013  | Grèce            | 1           | 0             | Aube dorée                       | Anti-gauche                   | [ 124 ]    |
| Fusillades d'Overland Park                                     | 13 avril 2014      | États-Unis       | 3           | ?             | loup solitaire                   | Antisémitisme                 | [ 125 ]    |
| Tuerie d'Isla Vista                                            | 23 mai 2014        | États-Unis       | 7           | 14            | loup solitaire                   | incel                         |            |
| Fusillade de Las Vegas (2014)                                  | 8 juin 2014        | États-Unis       | 3           | ?             | couple de loups solitaires       | Néonazisme aux États-Unis     | [ 126 ]    |
| Fusillade de l'église de Charleston                            | 17 juin 2015       | États-Unis       | 9           | 1             | loup solitaire                   | Suprémacisme blanc            | ,          |
| Tentative d'assassinat de Henriette Reker                      | 17 octobre 2015    | Allemagne        | 0           | 5             | loup solitaire                   | Racisme                       | [ 129 ]    |
| Attentat de l'école de Trollhättan                             | 22 octobre 2015    | Suède            | 3           | 2             | loup solitaire                   | Racisme                       | [ 130 ]    |
| Meurtre de Daniel Fuente                                       | 13 novembre 2015   | Colombie         | 1           | 0             | paramilitaires                   | Anti-gauche                   | [ 131 ]    |
| Attentat de Colorado Springs                                   | 27 novembre 2015   | États-Unis       | 3           | 9             | loup solitaire                   | Anti-avortement               | [ 132 ]    |
| Assassinat de Jo Cox                                           | 16 juin 2016       | Royaume-Uni      | 1           | 1             | loup solitaire                   | Suprémacisme blanc            | ,          |
| Fusillade à Dallas en 2016                                     | 7 juillet 2016     | États-Unis       | 8           | 7             | deux loups solitaires            | Racisme                       | ,          |
| Fusillade du 22 juillet 2016 à Munich                          | 22 juillet 2016    | Allemagne        | 9           | 36            | loup solitaire                   | Racisme                       | [ 138 ]    |
| Attentats de la mosquée et du centre des congrès de Dresde     | 26 septembre 2016  | Allemagne        | 0           | 0             | militant de PEGIDA               | Islamophobie                  | ,          |
| Fusillade de Georgensgmünd                                     | 19 octobre 2016    | Allemagne        | 1           | 2             | loup solitaire                   | Complotisme                   | [ 141 ]    |
| Attentat de la grande mosquée de Québec                        | 29 janvier 2017    | Canada           | 6           | 8             | sympathisant Front national      | Islamophobie                  | ,          |
| Fusillade d'Olathe                                             | 22 février 2017    | États-Unis       | 1           | 2             | loup solitaire                   | Racisme                       | ,          |
| Attaque de Manhattan                                           | 20 mars 2017       | États-Unis       | 1           | 0             | loup solitaire                   | Racisme                       | [ 148 ]    |
| Attaque du train de Portland en 2017 (en)                      | 26 mai 2017        | États-Unis       | 2           | 1             | loup solitaire                   | Islamophobie                  | [ 149 ]    |
| Attaque de la mosquée de Finsbury Park à Londres               | 19 juin 2017       | Royaume-Uni      | 1           | 10            | loup solitaire                   | Islamophobie                  | [ 150 ]    |
| Attaque à la voiture-bélier à Charlottesville                  | 12 août 2017       | États-Unis       | 1           | 28            | loup solitaire                   | Néofascisme                   | [ 151 ]    |
| Fusillade de Baton Rouge                                       | 14 septembre 2017  | États-Unis       | 2           | 0             | loup solitaire                   | Racisme                       | [ 152 ]    |
| Meurtre de Blaze Bernstein (en)                                | 2 janvier 2018     | États-Unis       | 1           | 0             | membre de la Division Atomwaffen | Néonazisme aux États-Unis     |            |
| Fusillade de Macerata (en)                                     | 3 février 2018     | Italie           | 0           | 6             | candidat de la LN                | Racisme                       | ,          |
| Attaque à la voiture-bélier du 23 avril 2018 à Toronto         | 23 avril 2018      | Canada           | 10          | 18            | loup solitaire                   | incel                         |            |
| Affaire des colis piégés d'octobre 2018 aux États-Unis         | 29 octobre 2018    | États-Unis       | 0           | 0             | Cesar Sayoc                      | Trumpisme                     | ,          |
| Fusillade de la synagogue de Pittsburgh                        | 27 octobre 2018    | États-Unis       | 11          | 1             | loup solitaire                   | Antisémitisme                 | ,          |
| Attentats de Christchurch                                      | 15 mars 2019       | Nouvelle-Zélande | 51          | 49            | loup solitaire                   | Islamophobie                  | ,          |
| Attaque de Heathrow                                            | 16 mars 2019       | Royaume-Uni      | 0           | 1             | loup solitaire                   | Islamophobie                  | ,          |
| Attaques de la mosquée d'Escondido et de la synagogue de Poway | mars et avril 2019 | États-Unis       | 1           | 3             | loup solitaire                   | Islamophobie et antisémitisme | ,          |
| Assassinat de Walter Lübcke                                    | 2 juin 2019        | Allemagne        | 1           | 0             | membre du PNDA                   | Anti-gauche                   | ,          |
| Attentat du palais de justice Earle Cabell (en)                | 17 juin 2019       | États-Unis       | 1 (tireur)  | 1             | loup solitaire                   | Incel culture                 | ,          |
| Attentat de Gilroy                                             | 29 juillet 2019    | États-Unis       | 3           | 17            | loup solitaire                   | Suprémacisme blanc            | ,          |
| Fusillade d'El Paso                                            | 3 août 2019        | États-Unis       | 23          | 23            | loup solitaire                   | Suprémacisme blanc            | [ 178 ]    |
| Attentat de la mosquée de Bærum                                | 10 août 2019       | Norvège          | 1           | 2             | loup solitaire                   | Islamophobie                  | ,          |
| Attentat de Yom Kippour à Halle-sur-Saale                      | 9 octobre 2019     | Allemagne        | 2           | 2             | loup solitaire                   | Antisémitisme                 | ,          |
| Attentat de la mosquée de Bayonne                              | 28 octobre 2019    | France           | 0           | 2             | militant Rassemblement national  | Islamophobie                  | ,          |
| Attaque d'Hortaleza                                            | 4 décembre 2019    | Espagne          | 0           | 0             | sympathisant Vox                 | Xénophobie                    | ,          |

## 2020-2029
| Événement                                                                                             | Date               | Pays        | Nb de morts | Nb de blessés | Responsable                 | Idéologie                         | Références |
| --- | ------------------ | ----------- | ----------- | ------------- | --------------------------- | --------------------------------- | ---------- |
| Attentats de Hanau                                                                                    | 19 février 2020    | Allemagne   | 11          | 6             | loup solitaire              | Suprémacisme blanc                | [ 191 ]    |
| Attaque du 24 février 2020 à Toronto                                                                  | 24 février 2020    | Canada      | 1           | 2             | loup solitaire              | Incel, Terrorisme misogyne        |            |
| Attaque de Longmeadow                                                                                 | 3 avril 2020       | États-Unis  | 0           | 0             | loup solitaire              | Fondamentalisme chrétien          | [ 192 ]    |
| Fusillade d'Oakland (en)                                                                              | 7 juin 2020        | États-Unis  | 2           | 4             | loup solitaire              | Mouvement Boogaloo                | ,          |
| Attaque de Louisville                                                                                 | 27 juin 2020       | États-Unis  | 1           | ?             | loup solitaire              | Racisme                           | [ 195 ]    |
| Tentative d'assassinat de Luis Arce                                                                   | 5 novembre 2020    | Bolivie     | 0           | 0             | loup solitaire              | Anti-gauche                       | ,          |
| Assaut du Capitole par des partisans de Donald Trump                                                  | 6 janvier 2021     | États-Unis  | 5           | 143           | Trumpistes                  | Trumpisme                         | [ 198 ]    |
| Attaque de London                                                                                     | 6 juin 2021        | Canada      | 4           | 1             | loup solitaire              | Islamophobie                      | ,          |
| Meurtre de Martin Araburu                                                                             | 19 mars 2022       | France      | 1           | 0             | Loik Le Priol               | Racisme                           |            |
| Attentat de Buffalo                                                                                   | 14 mai 2022        | États-Unis  | 10          | 3             | loup solitaire              | Racisme                           | ,          |
| Fusillade du 4 juillet 2022 à Highland Park                                                           | 4 juillet 2022     | États-Unis  | 7           | 48            | loup solitaire              | Trumpisme                         | ,          |
| Attaque contre le FBI à Cincinnati (en)                                                               | 11 août 2022       | États-Unis  | 1 (tireur)  | 0             | loup solitaire              | Trumpisme                         | ,          |
| Tentative d'assassinat de Cristina Fernández de Kirchner                                              | 1er septembre 2022 | Argentine   | 0           | 0             | loup solitaire              | Anti-gauche                       | ,          |
| Attentat de Bratislava (en)                                                                           | 12 octobre 2022    | Slovaquie   | 3           | 1             | loup solitaire              | Anti-LGBT                         | ,          |
| Attaque de Paul Pelosi                                                                                | 28 octobre 2022    | États-Unis  | 0           | 1             | loup solitaire              | Trumpisme                         | ,          |
| Attaque à la bombe incendiaire de Douvres                                                             | 30 octobre 2022    | Royaume-Uni | 1           | 2             | loup solitaire              | Islamophobie                      | ,          |
| Fusillade du 19 novembre 2022 à Colorado Springs                                                      | 19 novembre 2022   | États-Unis  | 5           | 26            | loup solitaire              | Anti-LGBT                         | ,          |
| Attaques aux lettres piégées de 2022 en Espagne                                                       | Décembre 2022      | Espagne     | 0           | 1             | MIR                         | Néofascisme                       | ,          |
| Fusillades de Wieambilla                                                                              | 12 décembre 2022   | Australie   | 6           | 2             | loups solitaires            | Complotisme                       | ,          |
| Fusillade du 23 décembre 2022 à Paris                                                                 | 23 décembre 2022   | France      | 3           | 4             | William Malet               | Racisme anti Kurdes               | ,          |
| Invasion de la place des Trois Pouvoirs                                                               | 8 janvier 2023     | Brésil      | 0           | 84            | Bolsonaristes               | Bolsonarisme                      | ,          |
| Fusillade d'Allen                                                                                     | 6 mai 2023         | États-Unis  | 9           | 7             | loup solitaire              | Néonazisme aux États-Unis         | ,          |
| Attaque à la bombe de Tours en 2023                                                                   | 23 mai 2023        | France      | 0           | 0             | loup solitaire              | Catholicisme intégriste Anti-LGBT | ,          |
| Meurtre de Michalis Katsouris                                                                         | 9 août 2023        | Grèce       | 1           | 10            | Hooligans Bad blue boys     | Anti-Antifascisme                 |            |
| Attentat du marché de Noël de Magdebourg                                                              | 20 décembre 2024   | Allemagne   | 6           | 299           | loup solitaire              | Islamophobie, Conspirationnisme   | ,          |
| Attaque lors d'une projection à l'Association culturelle des travailleurs immigrés de Turquie (ACTIT) | 16 février 2025    | France      | 0           | 1             | Groupe de 25 à 30 personnes | Néonazisme                        | ,          |
| Meurtre de Hichem Miraoui à Puget-sur-Argens                                                          | 31 mai 2025        | France      | 1           | 1             | loup solitaire              | Racisme                           | ,          |